# Gliese 465
Gliese 465 även känd som Ross 695, är en ensam stjärna i mellersta delen av stjärnbilden Korpen. Den har en skenbar magnitud av ca 11,27 och kräver ett teleskop för att kunna observeras. Baserat på parallaxmätning inom Hipparcosuppdraget på ca 113,0 mas, beräknas den befinna sig på ett avstånd på ca 29 ljusår (ca 9 parsek) från solen. Den rör sig bort från solen med en heliocentrisk radialhastighet på ca 51 km/s.

## Egenskaper
Glise 465 är en röd dvärgstjärna i huvudserien av spektralklass M2.5 C. Den har en massa som är ca 0,23 solmassor,  en radie som är ca 0,24 solradier och har ca 0,007 gånger solens utstrålning av energi från dess fotosfär vid en effektiv temperatur av ca 3 400 K. Undersökning av stjärnans radiella hastighet kunde inte finna några tecken på någon exoplanet kring stjärnan.